# Täljehallen

Täljehallen är en sporthall i Södertälje i Sverige.
Arenan öppnade den 18 januari 1984. Täljehallen är belägen mitt emot nya Södertälje Sjukhus samt Idrottsparken. Intill finns även Biologiska Museet. I närheten av arenan ligger även friluftsområdet Kusens Backe samt simhallen Sydpoolen.
Täljehallen är hemmaarena för basketklubben Södertälje Basketbollklubb / SBBK och deras representationslag Södertälje Kings och Telge Basket. Arenans publikkapacitet är ca 2 100.
Täljehallen ägs av Arenabolaget Täljehallen AB, som är ett dotterbolag till Södertälje Basketbollklubb. Arenabolaget Täljehallen har sitt säte och hela sin verksamhet i Södertälje och ägs gemensamt av SBBK (90%) och Telge AB (10%).